# Lubenský rajón
Lubenský rajón (ukrajinsky Лубенський район, Lubenskyj rajon) je okres (rajón) v Poltavské oblasti na Ukrajině. Hlavním městem je Lubny a rajón má 190 138 obyvatel

## Geografie
Rajón se nachází na severozápadě Poltavské oblasti, kde na severu hraničí s Černihivskou oblastí, na západě s Čerkaskou oblastí, na jihu s Kremenčuckým rajónem a na východě s Myrhorodským rajónem.

## Historie
Lubenský rajón vznikl po administrativně-teritoriální reformě v červenci 2020 seskupením bývalých rajónů Lubenského, Hrebinského, Lochvyckého, Oržyckého, Pyrjatynského, Chorolského a Čornušského.